# Adjule
En Adjul, også kendt som Kelb-el-khela er et hundeligende væsen, der siges at være set i Saharaørkenen i Afrika. Der findes ingen beviser for at dette væsen findes. Dyret blev efter sigende set i 1928.